# Баркер, Одри
Одри Лиллиан Баркер (англ. Audrey Lilian Barker; 13 апреля 1918, Кент — 21 февраля 2002) — английская писательница, автор новелл и коротких историй. Родилась в Кенте.
В течение жизни было издано десять сборников новелл и одиннадцать романов, один из которых — «Тело Джона Брауна» попало в список номинантов на Букеровскую премию в 1970 году. Она была также победителем премии Сомерсета Моэма в 1947 году за сборник коротких новелл Innocents.

### Романы
- Apology for a Hero (1950)
- A Case Examined (1965)
- The Middling (1967)
- John Brown’s Body (1970)
- Source of Embarrassment (1974)
- Heavy Feather (1978)
- Relative Successes (1984)
- The Gooseboy (1987)
- The Woman Who Talked to Herself (1989)
- Zeph (1992)
- The Haunt (1999)

### Сборники Новелл
- Innocents (1947)
- Novelette, with Other Stories (1951)
- The Joy-Ride and After (1963)
- Lost Upon the Roundabouts (1964)
- Femina Real (1971)
- Life Stories (1981)
- No World of Love (1985)
- Any Excuse for a Party (1991)
- Element of Doubt (1992)
- Seduction (1994)
- Submerged (2002)